# زعيم حزب الاتحاد الديمقراطي المسيحي
زعيم حزب الاتحاد الديمقراطي المسيحي (بالألمانية: Vorsitzender der Christlich Demokratischen Union) هو أرفع شخصية سياسية ضمن حزب الاتحاد الديمقراطي المسيحي. يشغل فريدرش ميرتس المنصب منذ 31 كانون الثاني/ يناير 2022 خلفاً لأرمين لاشيت.
يحظى زعيم حزب الاتحاد الديمقراطي المسيحي على دعم الأمين العام للحزب والذي يشغله بول زيمياك [الإنجليزية] منذ 2018. كما يتبع لزعيم الحزب خمسة نواب، حالياً هم: سيلفيا برير [الإنجليزية] وفولكر بوفيير ويوليا كلوكنر وتوماس شتروبل [الإنجليزية]

## زعماء حزب الاتحاد الديمقراطي المسيحي (1946–الآن)
قائمة زعماء الحزب منذ العام 1946.
| التسلسل | شاغل المنصب | شاغل المنصب                          | بداية الفترة                 | نهاية الفترة                 | المدة في المنصب    | الولاية              | المستشار                                     |
| ------- | ----------- | ------------------------------------ | ---------------------------- | ---------------------------- | ------------------ | -------------------- | -------------------------------------------- |
| 1       |             | كونراد أديناور (1876 - 1967)         | 1 آذار / مارس 1946           | 23 آذار / مارس 1966          | 20 سنوات و22 أيام  | شمال الراين-وستفاليا | هو نفسه                                      |
| 2       |             | لودفيغ إيرهارت (1897 - 1977)         | 23 آذار / مارس 1966          | 23 أيار / مايو 1967          | 1 سنة و61 أيام     | بادن-فورتمبيرغ       | هو نفسه كورت غيورغ كيزينغر                   |
| 3       |             | كورت غيورغ كيزينغر (1904 - 1988)     | 23 أيار / مايو 1967          | 5 تشرين الأول / أكتوبر 1971  | 4 سنوات و135 أيام  | بادن-فورتمبيرغ       | هو نفسه ويلي براندت                          |
| 4       |             | راينر بارزيل (1924 - 2006)           | 5 تشرين الأول / أكتوبر 1971  | 12 حزيران / يونيو 1973       | 1 سنة و250 أيام    | شمال الراين-وستفاليا | ويلي براندت                                  |
| 5       |             | هلموت كول (1930 - 2017)              | 12 حزيران / يونيو 1973       | 7 تشرين الثاني / نوفمبر 1998 | 25 سنوات و148 أيام | راينلند بالاتينات    | ويلي براندت هلموت شميت هو نفسه غيرهارد شرودر |
| 6       |             | فولفغانغ شويبله (مواليد 1942)        | 7 تشرين الثاني / نوفمبر 1998 | 16 شباط / فبراير 2000        | 1 سنة و101 أيام    | بادن-فورتمبيرغ       | غيرهارد شرودر                                |
| 7       |             | أنغيلا ميركل (مواليد 1954)           | 10 نيسان / أبريل 2000        | 7 كانون الأول / ديسمبر 2018  | 18 سنوات و294 أيام | مكلنبورغ فوربومرن    | غيرهارد شرودر هي نفسها                       |
| 8       |             | أنغريت كرامب كارينباور (مواليد 1962) | 7 كانون الأول/ديسمبر 2018    | 22 كانون الثاني/يناير 2021   | 2 سنوات و40 أيام   | سارلاند              | أنغيلا ميركل                                 |
| 9       |             | أرمين لاشيت (مواليد 1961)            | 22 كانون الثاني/يناير 2021   | 31 كانون الثاني/يناير 2022   | 1 سنة و9 أيام      | شمال الراين-وستفاليا | أنغيلا ميركل                                 |
| 10      |             | فريدرش ميرتس                         | 31 كانون الثاني/يناير 2022   | حتى الآن                     | 3 سنوات و49 أيام   | شمال الراين-وستفاليا | أولاف شولتس                                  |

## الملاحظات
1. ↑  يوجد شكوك حول مسئلة كون إيرهارت عضواً في الاتحاد الديمقراطي المسيحي. التقارير حينها أشارت إلى أنه انضم إلى الحزب عندما ترأسه، على الرغم من أن عضويته كانت متأخرة لثلاث سنوات. على كل حال أشارت تقارير نشرت عام 2007 إلى أن إيرهارت لم يكن أبداً عضواً في الاتحاد الديمقراطي المسيحي. أشارت مؤسسة كونراد أديناور [الإنجليزية] المسؤولة عن حفظ أرشيف الحزب أن هذه المسألة "لا يمكن الإجابة عليه بشكل قاطع".[2]